# 烏利亞尼夫卡 (伊瓦尼夫卡區)
46°55′21″N 30°45′46″E / 46.92250°N 30.76278°E
烏利亞尼夫卡（烏克蘭語：Улянівка）是位於烏克蘭西南部的村莊，由敖德萨州贝雷济夫卡区的大布亞利克市鎮負責管轄。該村始建於1920年，面積0.54平方公里，海拔高度47米，2001年人口145，人口密度每平方公里268.52人。